# Südöstliches Mausohr

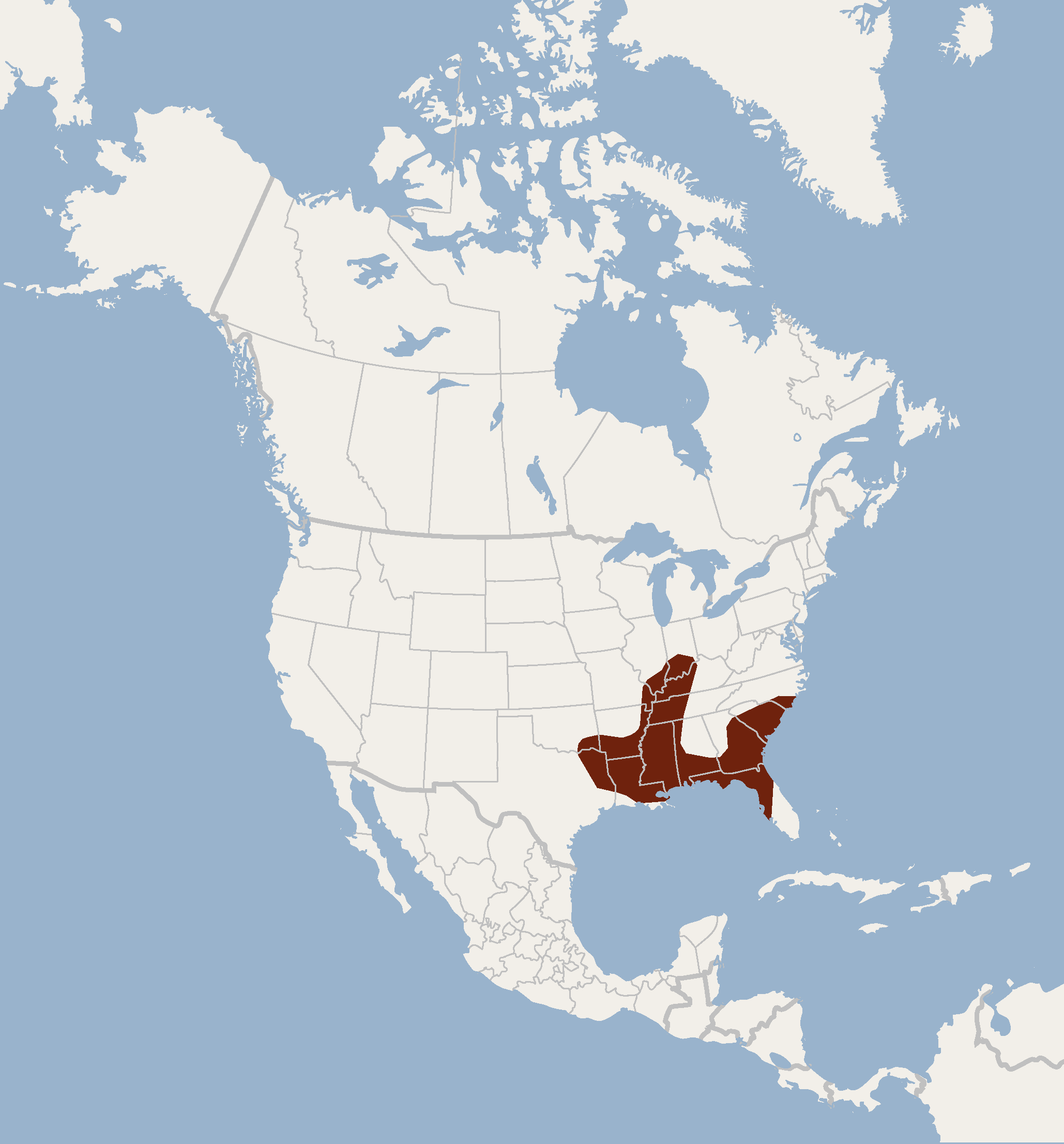
Verbreitungsgebiet des Südöstlichen Mausohrs

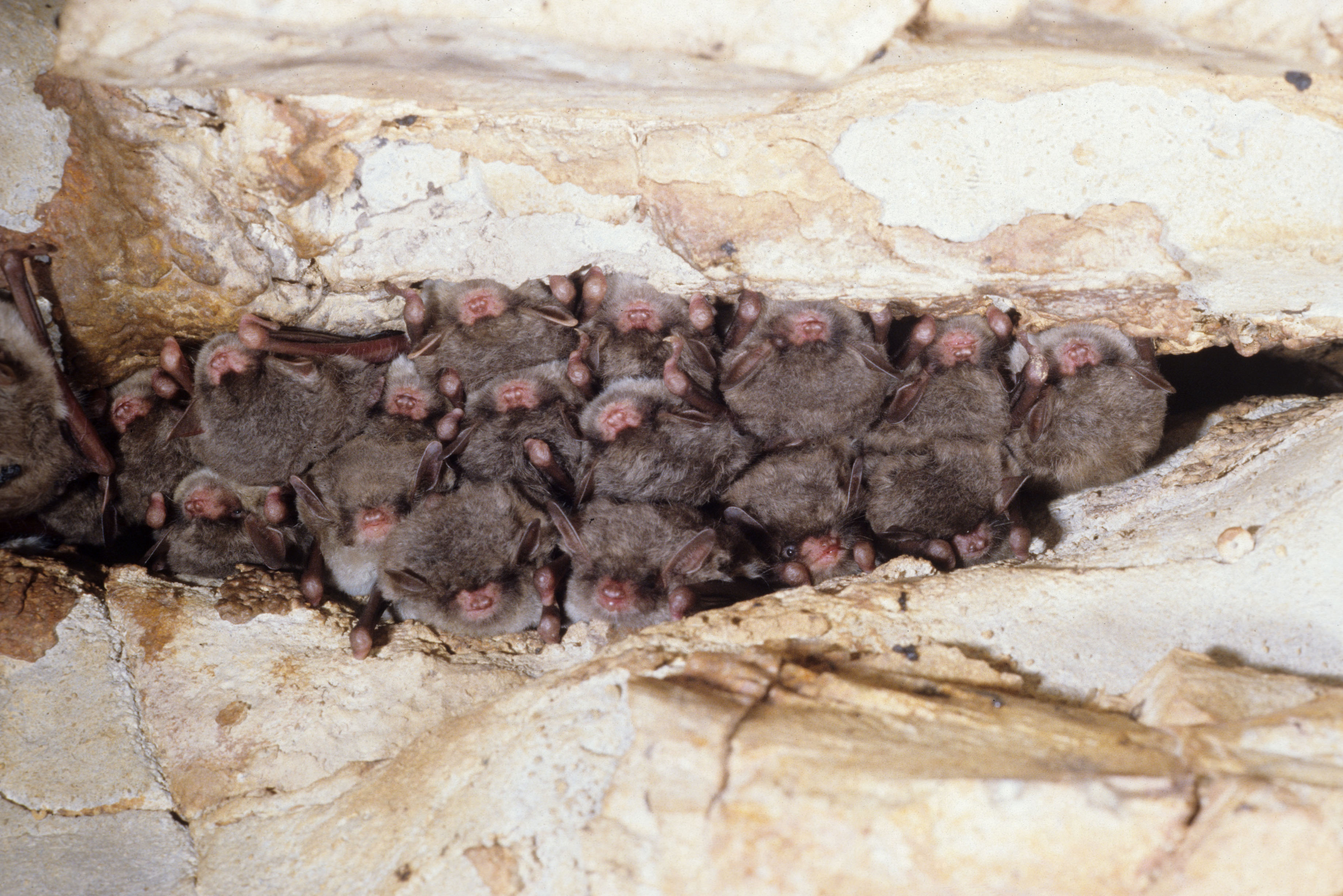
Überwinterungskolonie

Das Südöstliche Mausohr (Myotis austroriparius) ist ein in den Vereinigten Staaten verbreitetes Fledertier in der Gattung der Mausohren. Das Typusexemplar stammt aus Florida. Der Artzusatz im wissenschaftlichen Namen ist aus den lateinischen Worten austro (südlich) und riparius (an Wasserläufen vorkommen) gebildet.

## Merkmale
Ausgewachsene Exemplare sind mit Schwanz 77 bis 97 mm lang, die Schwanzlänge beträgt 26 bis 44 mm und das Gewicht variiert zwischen 5 und 12 g. Diese Fledermaus hat 7 bis 13 mm lange Hinterfüße und 9 bis 16 mm lange Ohren. Allgemein erreichen Weibchen eine leicht größere Statur. Verglichen mit der ähnlichen Kleinen Braunen Fledermaus (Myotis lucifugus) ist das Fell wolliger und die hellen Spitzen der unterseitigen Haare unterscheiden sich deutlicher von der dunklen Basis. Im Gegensatz zum Grauen Mausohr (Myotis grisescens) ist das Fell weniger grau und die Krallen der Zehen haben keine Kerbe. Oberseits kommt helles oder dunkles graubraunes Fell vor, das bei einigen Individuen bis hin zu orangebraun reichen kann. Die Unterseite ist durch die weißlichen Spitzen heller. Im Unterschied zu den anderen genannten Arten ist der Scheitelkamm deutlicher.

## Verbreitung
Das Verbreitungsgebiet reicht vom südlichen North Carolina bis nach Florida und zum östlichen Texas. Von Arkansas und Mississippi zieht sich eine Population nördlich bis nach Illinois und Indiana. Das Südöstliche Mausohr lebt vorwiegend im Flachland und ist im hügeligen Gelände seltener. Als Habitat dienen z. B. Wälder und Kulturland. Die Verbreitung ist eher von geeigneten Unterschlüpfen abhängig.

## Lebensweise
Größere Kolonien mit 50 oder selten 100 Mitgliedern bilden sich nur in Höhlen zur Überwinterung oder aus Weibchen zur Aufzucht der Nachkommen. Andere Verstecke liegen in Bergwerksstollen, Gebäuden, unter Brücken, in Straßendurchlässen, in Straßenabläufen oder in Baumhöhlen. Oft genutzte Bäume sind Wasser-Tupelobaum, Schwarzer Tupelobaum, Carya aquatica (eine Hickory-Art) und Echte Sumpfzypresse. Höhlen werden gelegentlich gemeinsam mit dem Indiana-Mausohr (Myotis sodalis) genutzt. Die Jagd findet vorwiegend dicht über Wasserflächen, wie Seen, Flüssen oder Sumpfgebieten statt.
Soweit bekannt besteht die Nahrung hauptsächlich aus Mücken, Käfern, Echten Motten und Fliegen. In südlichen Bereichen findet die Paarung zwischen Februar und April statt, wobei sich die ersten Kolonien aus Weibchen im März bilden. Bei der Geburt werden die zwei Nachkommen durch Biegung des Schwanzes in der Schwanzflughaut aufgefangen. Neugeborene sind blind und taub, jedoch sind schon Milchzähne vorhanden. Jungtiere erreichen ihre Unabhängigkeit nach 5 bis 6 Wochen.

## Gefährdung
Störungen am Ruheplatz wirken sich vor allem im Norden negativ aus, doch auch in Florida und in anderen südlichen Bundesstaaten verschwanden verschiedene Kolonien. Für das stark gefährdete Graue Mausohr wurden Schutzgebiete und Höhlenbesuchsverbote eingerichtet, die auch dieser Art zugutekommen. Die Bestandsverluste in begrenzten Regionen werden vermutlich in anderen Gebieten kompensiert, womit die Gesamtpopulation als stabil gilt. Die IUCN listet das Südöstliche Mausohr als nicht gefährdet (least concern).
Bei anderen Mausohren der Region verursacht der Pilz Pseudogymnoascus destructans die Krankheit White-Nose-Syndrom, was zu Massensterben führt. Ein Forscherteam, das die Auswirkungen des Pilzes erkundet, hatte diesen 2016 noch nicht an dieser Art entdeckt. Das Westliche Kleinfuß-Mausohr (Myotis ciliolabrum) und Arten anderer Fledermausgattungen können den Pilz tragen, ohne zu erkranken.